# Lumban Ina Ina
Lumban Ina Ina is een bestuurslaag in het regentschap Tapanuli Utara van de provincie Noord-Sumatra, Indonesië. Lumban Ina Ina telt 1261 inwoners (volkstelling 2010).